# Polystichum lilianae
Polystichum lilianae är en träjonväxtart som beskrevs av Barrington. Polystichum lilianae ingår i släktet Polystichum och familjen Dryopteridaceae. Inga underarter finns listade.